# Барон Монк Бреттон
Барон Монк Бреттон из Кониборо и Херстпирпойнта в графстве Сассекс — наследственный титул в системе Пэрства Соединённого королевства. Он был создан 4 ноября 1884 года для либерального политика Джона Джорджа Додсона (1825—1897). Он заседал в Палате общин от Восточного Суссекса (1857—1874), Честера (1874—1880) и Скарборо (1880—1884), а также занимал должности председателя путей и средств (1865—1872), финансового секретаря казначейства (1873—1874), министра местного самоуправления (1880—1882) и канцлера герцогства Ланкастерского (1882—1884). Его преемником стал его сын, Джон Уильям Додсон, 2-й барон Монк Бреттон (1869—1933). Он был председателем Совета Лондонского графства (1929—1930). 
По состоянию на 2024 год носителем титула являлся внук последнего, Кристофер Марк Додсон, 4-й барон Монк Бреттон (род. 1958), который сменил своего отца Джона Чарльза Додсона, 3-го барона Монк Бреттона (1924—2022), в 2022 году.
Судья сэр Джон Додсон (1780—1858) был отцом первого барона Монка Бреттона. Он заседал в Палате общин Великобритании от Рая (1819—1823).

## Бароны Монк Бреттон (1884)
- 1884—1897: Джон Джордж Додсон, 1-й барон Монк Бреттон (18 октября 1825 — 25 мая 1897), единственный сын судьи сэра Джона Додсона (1780—1858)[1];
- 1897—1933: Джон Уильям Додсон, 2-й барон Монк Бреттон (22 сентября 1869 — 29 июля 1933), единственный сын предыдущего[2];
- 1933—2022: Джон Чарльз Додсон, 3-й барон Монк Бреттон (17 июля 1924 — 26 мая 2022), единственный сын предыдущего[3];
- 2022 — настоящее время: Кристофер Марк Додсон, 4-й барон Монк Бреттон (род. 2 августа 1958), старший сын предыдущего[4];
  - Наследник титула: достопочтенный Бен Додсон (род. 1989), старший сын предыдущего[5].